# Harry George Armstrong
Harry George Armstrong (17. veljače 1899. – 5. veljače 1983.), zrakoplovni liječnik, general bojnik sanitetske službe ratnog zrakoplovstva SAD-a. 

## Životopis
Jedan od pionira znanstveno-istraživačke djelatnosti na polju zrakoplovne i svemirske medicine. Osnovao je i rukovodio prvom zrakoplovno-medicinskom školom u svijetu i čuvenim Laboratorijem za zrakoplovno-medicinska istraživanja (Aeromedical Research Laboratories), u kojem je i sam radio neko vrijeme. Kao zapovjednik škole School of Aviation Medcine u bazi Randolph Field, osnovao je 1949. odjeljenje za svemirsku medicinu, prvo u svijetu. Jedan je od osnivača i aktivnih članova udruženja zrakoplovnih liječnika Aeromedical Association, koje je kasnije preraslo u organizaciju svjetskog značaja
Objavio je oko 70 radova iz područja zrakoplovne i svemirske medicine. Njegovo djelo Aerospace Medicine smatra se najkompletnijim dijelom iz tog područja 